# 제천 지곡리 고가
제천 지곡리 고가(堤川 池谷里 古家)는 충청북도 제천시 청풍면, 청풍문화재단지에 있는 조선시대의 건축물이다. 1981년 5월 1일 충청북도의 유형문화재 제89호 수산 지곡리고가(水山 池谷里古家)로 지정되었으나, 2013년 1월 18일 현재의 문화재 명칭으로 변경되었다.

## 개요
지곡리에 있는 옛집으로 언제 지어졌는지는 정확히 알지 못한다.
곱은자 모양의 안채와 一자 모양의 곡간채 및 문간채로 구성되어 있다. 안채 뒤에 사랑채가 있었지만 지금은 흔적만 있으며, 건넌방이 사랑채의 기능을 대신하고 있다. 부엌 앞에는 고방을 두어 식료품을 저장하는데, 부엌과 고방 사이에는 판자벽을 둘렀다. 이러한 기법은 오래된 집에서만 볼 수 있는 양식이다.
문간채 주위에는 담장을 둘러 바깥마당과 구분하고, 대문간에도 담을 설치하여 밖에서 집안을 들여다보지 못하도록 하였다. 특히 안채와 곡간채 사이에도 담장을 둘러 사랑채 역할을 하고 있는 건넌방의 독립성과 아늑한 분위기를 조성한 점이 특이하다.

## 같이 보기
- 청풍문화재단지

## 참고 자료
- 제천 지곡리 고가 - 국가유산청 국가유산포털